# Torneo Godó 1997 - Qualificazioni doppio
Le qualificazioni del doppio  del Torneo Godó 1997 sono state un torneo di tennis preliminare per accedere alla fase finale della manifestazione. I vincitori dell'ultimo turno sono entrati di diritto nel tabellone principale. In caso di ritiro di uno o più giocatori aventi diritto a questi sono subentrati i lucky loser, ossia i giocatori che hanno perso nell'ultimo turno ma che avevano una classifica più alta rispetto agli altri partecipanti che avevano comunque perso nel turno finale.
Le qualificazioni del doppio del torneo Torneo Godó 1997 prevedevano 8 coppie partecipanti di cui 2 sono entrate nel tabellone principale.

## Teste di serie
1. Alberto Martín /  Albert Portas (ultimo turno)
2. Julián Alonso /  Joan Balcells (Qualificati)

1. Dominik Hrbatý /  Karol Kučera (Qualificati)
2. Jose Imaz-Ruiz /  László Markovits (ultimo turno)

## Qualificati
1. Dominik Hrbatý  /   Karol Kučera

1. Julián Alonso  /   Joan Balcells

## Tabellone

### Legenda
| - Q = Qualificato - WC = Wild card - LL = Lucky loser | - ALT = Alternate - SE = Special Exempt - PR = Protected Ranking | - w/o = Walkover - r = Ritirato - d = Squalificato |

### Sezione 1
|  | Primo turno | Primo turno                                       | Primo turno                                       | Primo turno | Primo turno |  |  | Ultimo turno | Ultimo turno                 | Ultimo turno | Ultimo turno | Ultimo turno |  |
|  |             |                                                   |                                                   |             |             |  |  |              |                              |              |              |              |  |
|  | 1           | Alberto Martín Albert Portas                      | Alberto Martín Albert Portas                      | 6           | 6           |  |  |              |                              |              |              |              |  |
|  |             | Juan-Antonio Saiz-Panadero Emilio Viuda-Hernandez | Juan-Antonio Saiz-Panadero Emilio Viuda-Hernandez | 1           | 1           |  |  | 1            | Alberto Martín Albert Portas | 7            | 4            | 0            |  |
|  | 3           | Dominik Hrbatý Karol Kučera                       | 6                                                 | 6           | 6           |  |  | 3            | Dominik Hrbatý Karol Kučera  | 5            | 6            | 6            |  |
|  |             | Álex López Morón David Salvador-Estepa            | 7                                                 | 3           | 4           |  |  |              |                              |              |              |              |  |

### Sezione 2
|  | Primo turno | Primo turno                                 | Primo turno                                 | Primo turno | Primo turno |  |  | Ultimo turno | Ultimo turno                    | Ultimo turno | Ultimo turno | Ultimo turno |  |
|  |             |                                             |                                             |             |             |  |  |              |                                 |              |              |              |  |
|  | 2           | Julián Alonso Joan Balcells                 | Julián Alonso Joan Balcells                 | 6           | 6           |  |  |              |                                 |              |              |              |  |
|  |             | Salvador Navarro-Gutierrez Fernando Vicente | Salvador Navarro-Gutierrez Fernando Vicente | 4           | 2           |  |  | 2            | Julián Alonso Joan Balcells     | 5            | 6            | 6            |  |
|  | 4           | Jose Imaz-Ruiz László Markovits             | Jose Imaz-Ruiz László Markovits             | 6           | 7           |  |  | 4            | Jose Imaz-Ruiz László Markovits | 7            | 3            | 2            |  |
|  |             | Germán López Oscar Serrano-Gamez            | Germán López Oscar Serrano-Gamez            | 2           | 6           |  |  |              |                                 |              |              |              |  |